# Črtomir Zupančič
Črtomir Zupančič (* 28. November 1928 in Ljubljana; † 28. September 2018) war ein jugoslawischer bzw. slowenischer Physiker und Professor für Physik an der Ludwig-Maximilians-Universität München.
Er studierte an der Universität Ljubljana Mathematik und Physik und promovierte 1959. Dort wurde er 1964 außerplanmäßiger Professor, 1966 wechselte er an das CERN. Ab 1968 war er ordentlicher Professor für Physik an der Ludwig-Maximilians-Universität München, er wurde 1997 emeritiert. Zupančič beschäftigte sich mit experimenteller Kern- und Elementarteilchenphysik. In den 1950er Jahren war er in Kopenhagen (mit Torben Huus) am Niels-Bohr-Institut ein Pionier der Coulomb-Anregung von Kernen, die besonders bei der Untersuchung kollektiver Rotationszustände von Atomkernen verwendet wird.
2011 wurde er zum ordentlichen Mitglied der Slowenischen Akademie der Wissenschaften und Künste gewählt.